# Dirphya occidentalis
Dirphya occidentalis là một loài bọ cánh cứng trong họ Cerambycidae.